# پی‌یر میل
پیر میل (۲۷ نوامبر ۱۸۶۴–۱۳ ژانویه ۱۹۴۱) نویسنده و روزنامه‌نگار فرانسوی بود. یکی از جوایز مطبوعاتی فرانسه به افتخار او نام‌گذاری شده‌است.
وی در سال ۱۹۰۰ به عنوان شوالیه منصوب شد و در سال ۱۹۱۱ به مقام افسری ارتقا یافت.